# Мисс США 2012
Мисс США 2012 (англ. Miss USA 2012) — 61-й конкурс красоты Мисс США, проводился в Planet Hollywood Theatre for the Performing Arts, Парадайс, Невада, 3 июня 2012 года.
Победительница конкурса стала Оливия Калпо из штата Род-Айленд.
Впервые вопросы участницам были заданы посредством социальной сети Twitter для финала. Из всех вопросов организаторами конкурсами был выбран вопрос «Считаете ли Вы, что будет справедливым, если женщина-трансгендер выиграет титул «Мисс США» над прирождённой женщиной?».

## Закулисье

### Выбор участниц
Каждая участница выбиралась между июлем 2011 и до конца 2012 года. Первым штатом, в котором был проведён конкурс стал штат Флорида, 16 июля 2011 года. Последним конкурсом стал конкурс в Неваде, 29 января 2012 года.

### Предварительный тур
Перед финальной трансляцией участницы приняли участие в предварительном соревновании, которое включает в себя интервью с судьями и презентационное шоу, в котором они выходят в купальниках и вечерних платьях. Предварительное соревнование состоялось 30 мая 2012 года в 22:00 (восточноевропейское время), организованное Четом Бьюкененом и Алиссой Кампанелла. Мероприятие транслировалось онлайн через Xbox Live, YouTube и MSN.

### Финал
Во время финала, Топ 16 участниц выходили в купальных костюмах, Топ 10 в вечерних платьях и Топ 5 отвечали на вопросы. Шестнадцатая полуфиналистка была выбрана по средствам онлайн-голосования.

## Результаты
| Финальный результат | Участница |
| ------------------- | --- |
| Мисс США 2012       | - Род-Айленд — Оливия Калпо |
| 1-я Вице Мисс       | - Мэриленд — Нана Меривезер ∞ |
| 2-я Вице Мисс       | - Огайо — Одри Болт |
| 3-я Вице Мисс       | - Невада — Джейд Келсал |
| 4-я Вице Мисс       | - Джорджия — Джасмин Уилкинс |
| Топ 10              | - Алабама — Кэтрин Уэбб - Колорадо — Мэрибел Гонсалес - Нью-Джерси — Мишель Леонардо - Оклахома — Лорен Ландин - Техас — Бриттани Букер                            |
| Топ 16              | - Арканзас — Келси Доу ‡ - Луизиана — Эрин Эдмистон - Мэн — Рани Уильямсон - Мичиган — Кристен Даньял - Южная Каролина — Эрика Пауэлл - Теннесси — Джессика Хиблер |

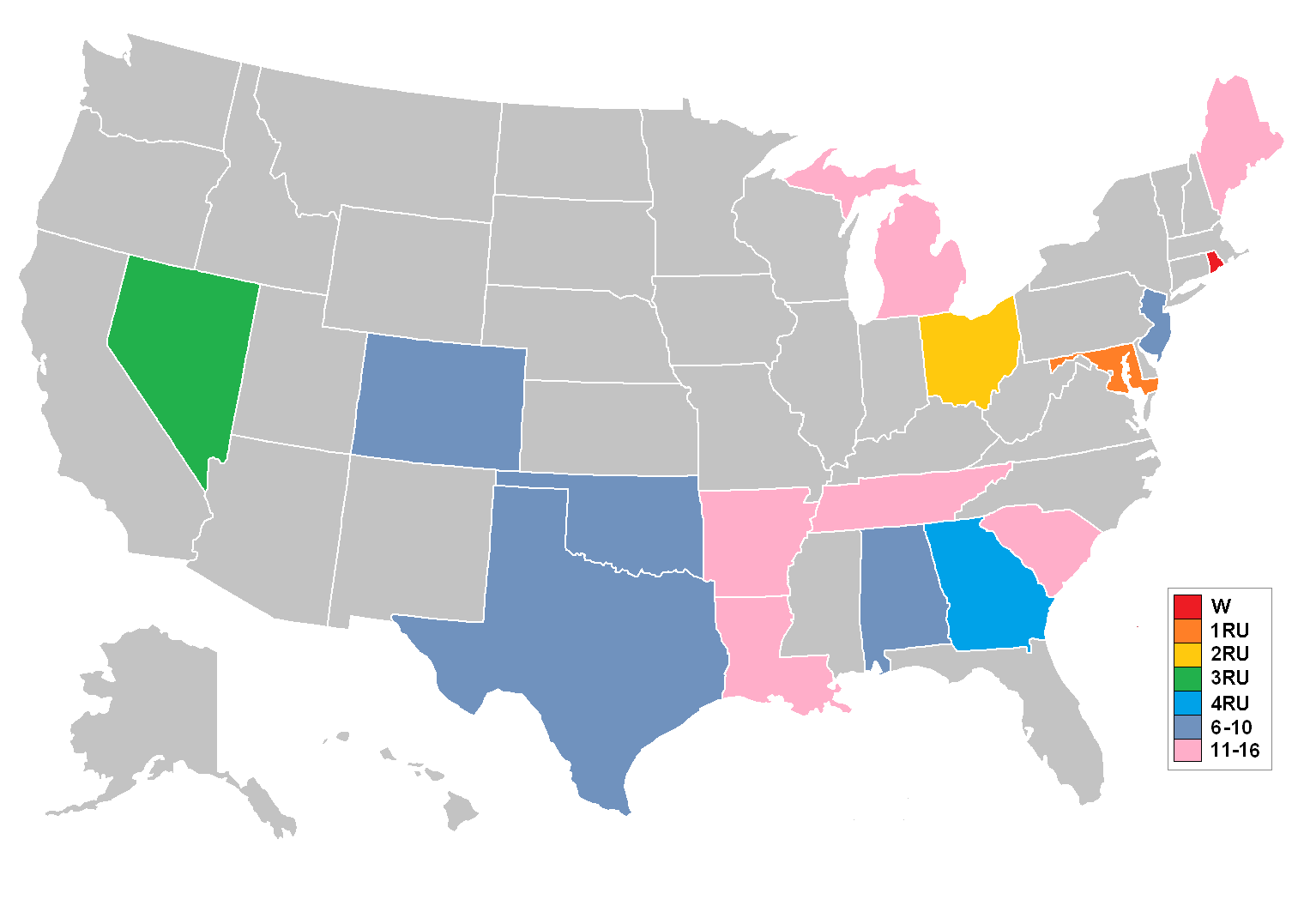
Карта США, показывающая штаты-участниц финала «Мисс США 2012».

‡ Вошла в Топ 16, по выбору Америки по Интернет голосованию

∞ Оливия Калпо стала победительницей международного конкурса «Мисс Вселенная 2012». По протоколу, Калпо отказалась от титула «Мисс США 2012». Нана Меривезер, ставшей Первой вице мисс, стала «Мисс США».

### Специальный приз
| Награда              | Участница                 |
| -------------------- | ------------------------- |
| Мисс Конгениальность | - Айова — Ребекка Ходж    |
| Мисс Фотогеничность  | - Орегон — Алайна Бергсма |

### Порядок объявлений
| 1. Теннесси 2. Алабама 3. Огайо 4. Мичиган 5. Мэриленд 6. Нью-Джерси 7. Техас 8. Колорадо 9. Оклахома 10. Луизиана 11. Мэн 12. Джорджия 13. Южная Каролина 14. Род-Айленд 15. Невада 16. Арканзас | 1. Алабама 2. Оклахома 3. Огайо 4. Джорджия 5. Техас 6. Колорадо 7. Нью-Джерси 8. Мэриленд 9. Род-Айленд 10. Невада | 1. Джорджия 2. Невада 3. Род-Айленд 4. Мэриленд 5. Огайо |  |

## Участницы
| Штат                       | Участница              | Возраст | Рост | Родной город           | Место         | Примечание                                                                                       |
| -------------------------- | ---------------------- | ------- | ---- | ---------------------- | ------------- | ------------------------------------------------------------------------------------------------ |
| Алабама                    | Кэтрин Уэбб            | 22      | 180  | Финикс-Сити            | Топ 10        | Участница ТВ программы «Splash»                                                                  |
| Аляска                     | Джессика Казмерчак     | 21      | 175  | Салча                  |               |                                                                                                  |
| Аризона                    | Эрика Францве          | 23      | 173  | Скоттсдейл             |               |                                                                                                  |
| Арканзас                   | Келси Доу              | 22      | 170  | Джонсборо              | Топ 16        |                                                                                                  |
| Калифорния                 | Натали Пак             | 22      | 183  | Палос-Вердес-Пенинсула |               | Участница «Топ-модель по-американски, 12-й сезон»                                                |
| Колорадо                   | Мэрибел Гонсалес       | 20      | 168  | Денвер                 |               |                                                                                                  |
| Коннектикут                | Мари Линн Пискителли   | 26      | 168  | Норт-Хэвен             |               | В прошлом «Юная мисс Коннектикут 2001»                                                           |
| Делавэр                    | Криста Клаузен         | 18      | 168  | Джорджтаун             |               |                                                                                                  |
| Вашингтон (округ Колумбия) | Моник Томпкинс         | 18      | 168  | Вашингтон              |               |                                                                                                  |
| Флорида                    | Карина Брез            | 24      | 173  | Веллингтон             |               |                                                                                                  |
| Джорджия                   | Джасмин «Джаз» Уилкинс | 21      | 180  | Джонс-Крик             | 4-я Вице мисс |                                                                                                  |
| Гавайи                     | Брэнди Казимеро        | 26      | 175  | Кано                   |               |                                                                                                  |
| Айдахо                     | Эрна Палич             | 24      | 170  | Бойсе                  |               |                                                                                                  |
| Иллинойс                   | Эшли Хукс              | 25      | 173  | Флоссмур               |               |                                                                                                  |
| Индиана                    | Меган Мирен            | 21      | 170  | Кармел                 |               | В прошлом «Юная мисс Индиана 2008»                                                               |
| Айова                      | Ребекка Ходж           | 22      | 163  | Айова-Сити             |               |                                                                                                  |
| Канзас                     | Джентри Миллер         | 23      | 168  | Оверленд-Парк          |               | В прошлом «Юная мисс Канзас 2006»                                                                |
| Кентукки                   | Аманда Мертц           | 25      | 168  | Луисвилл               |               |                                                                                                  |
| Луизиана                   | Эрин Эдмистон          | 21      | 170  | Лафайетт               | Топ 16        |                                                                                                  |
| Мэн                        | Рани Уильямсон         | 25      | 168  | Портленд               | Топ 16        | Позже подала в отставку                                                                          |
| Мэриленд                   | Нана Мериуэзер         | 26      | 183  | Потомак                | 1-я Вице мисс | Позже была коронована как «Мисс США 2012» после того, как Калпо завоевала «Мисс Вселенная 2012». |
| Массачусетс                | Натали Петржак         | 25      | 175  | Бостон                 |               |                                                                                                  |
| Мичиган                    | Кристен Даньял         | 21      | 170  | Детройт                | Топ 16        | В прошлом «Юная мисс Мичиган 2009»                                                               |
| Миннесота                  | Нитайя Панемалайтонг   | 26      | 173  | Савидж                 |               | Родилась в Таиланде                                                                              |
| Миссисипи                  | Миверик Гарсия         | 21      | 163  | Хаттисбург             |               |                                                                                                  |
| Миссури                    | Кэти Кирни             | 23      | 180  | Сент-Луис              |               |                                                                                                  |
| Монтана                    | Аутюмн Мюллер          | 25      | 173  | Биллингс               |               | В прошлом «Юная мисс Монтана 2004»                                                               |
| Небраска                   | Эми Спилкер            | 21      | 173  | Малькольм              |               |                                                                                                  |
| Невада                     | Джейд Келсалл          | 23      | 175  | Энтерпрайз             | 3-я Вице мисс |                                                                                                  |
| Нью-Гэмпшир                | Райан Хармс            | 19      | 170  | Рочестер               |               |                                                                                                  |
| Нью-Джерси                 | Мишель Леонардо        | 20      | 170  | Тинтон-Фоллс           | Топ 10        | В прошлом «Юная мисс Нью-Джерси 2008»                                                            |
| Нью-Мексико                | Джессика Мартин        | 21      | 168  | Лас-Крусес             |               | Ранее «Мисс Нью-Мексико Земля 2010»                                                              |
| Нью-Йорк                   | Йоханна Самбучини      | 24      | 170  | Бруклин                |               |                                                                                                  |
| Северная Каролина          | Сидней Перри           | 21      | 170  | Райтсвилл-Бич          |               | В прошлом «Юная мисс Вермонт 2008»                                                               |
| Северная Дакота            | Джейси Стофферан       | 22      | 168  | Фарго                  |               |                                                                                                  |
| Огайо                      | Одри Болт              | 22      | 178  | Батавия                | 2-я Вице мисс |                                                                                                  |
| Оклахома                   | Лорен Ландин           | 23      | 178  | Эдмонт                 | Топ 10        |                                                                                                  |
| Орегон                     | Алайна Бергсма         | 21      | 191  | Юджин                  |               |                                                                                                  |
| Пенсильвания               | Шина Моннин            | 26      | 170  | Кранберри-Тауншип      |               | Позже подала в отставку                                                                          |
| Род-Айленд                 | Оливия Калпо           | 20      | 170  | Кранстон               | Мисс США 2012 | Позже «Мисс Вселенная 2012»                                                                      |
| Южная Каролина             | Эрика Пауэлл           | 26      | 168  | Гринвилл               | Топ 16        | В прошлом «Мисс Южная Каролина 2005»                                                             |
| Южная Дакота               | Тейлор Нейзен          | 20      | 175  | Рапид-Сити             |               |                                                                                                  |
| Теннесси                   | Джессика Хиблер        | 22      | 168  | Нашвилл                | Топ 16        |                                                                                                  |
| Техас                      | Бриттани Букер         | 20      | 180  | Хьюстон                | Топ 10        |                                                                                                  |
| Юта                        | Кендил Белл            | 24      | 173  | Санди                  |               |                                                                                                  |
| Вермонт                    | Джейми Дрэгон          | 25      | 173  | Стоу                   |               |                                                                                                  |
| Виргиния                   | Кэтрин Малдун          | 26      | 170  | Верджиния-Бич          |               | В прошлом «Юная мисс Нью-Йорк 2004»                                                              |
| Вашингтон                  | Кристина Кларк         | 22      | 168  | Саммамиш               |               |                                                                                                  |
| Западная Виргиния          | Андреа Роджер          | 24      | 180  | Мартинсберг            |               |                                                                                                  |
| Висконсин                  | Эмили Герин            | 22      | 168  | Монро                  |               |                                                                                                  |
| Вайоминг                   | Холли Аллен            | 24      | 173  | Ландер                 |               | Позже участница Большой брат                                                                     |

## Судьи
Предварительные судьи
- Майкл Агбабян
- Синди Баршоп
- Стефан К. Кэмпбелл
- Рене Саймон
- Элисон Тауб
- Ким Вагнер
- Рэндолл Уинстон[англ.]

Итоговые судьи
- Сол Варгас
- Али Федотовски[англ.]
- Арсенио Холл
- Мэрилу Хеннер
- Джо Джонас
- Роб Кардашьян
- Джордж Коциопулос[англ.]
- Дайана Мендоса — победительница междлународного конкурса «Мисс Вселенная 2008»

## Фоновая музыка
- Открытие модного шоу – «Turn Up the Radio» (Remix) песня Мадонны и «LaserLight» песня Джесси Джей с участием Дэвид Гетта (фоновая музыка)
- Выход в купальных костюмах – «Night Shades[англ.]» и «You Make Me Feel...[англ.]» песня Cobra Starship (Живое выступление)
- Выход в вечерних платьях – «Lights[англ.]» (Оригинальные и инструментальные версии) песня Элли Голдинг (bфоновая музыка
- Top 5 Final Look – «America's Most Wanted» песня Akon (Живое выступление)

### Комментарии
1. ↑  На момент участия в конкурсе
2. ↑  Голосование «Выбор Америки» по средством интернет/SMS